# 그레이스 슬릭
그레이스 슬릭(Grace Slick, 1939년 10월 30일 ~ )은 미국의 싱어송라이터, 시각 예술가이다.

## 이력
1962년 뉴욕 시티의 언더그라운드 라이브 클럽에서 록 음악 가수 첫 데뷔하였다.